# MONOCHROME (吉田美奈子のアルバム)
『MONOCHROME』（モノクローム）は、1980年10月21日に発売された吉田美奈子通算7作目のスタジオ・アルバム。

## 解説
前作『LET'S DO IT -愛は思うまま-』から約2年、その間オムニバス・アルバム『INSTANT RASTA (RASTA INSTANTANÉ)』への参加や山下達郎への楽曲提供などは行われていたが、自身のアルバム制作は途絶えていた。その理由を吉田美奈子は「『LET'S DO IT』は、村井さんがロスアンゼルスにいるときに、ジーン・ペイジ（Gene Page）と契約してきて、“契約したからこういうアルバムを作ってくれ”って言われて、愕然とするわけですよ。それで私が何をしたかと言うと、日本で完全なデモテープを作って向こうに持っていって、実際の録音は、そのデモテープどおりに、ミュージシャンを入れ替えて弦を入れただけのサウンドですよ。当然、またくたびれてお休みしました。それで『MONOCHROME』で内省的なものに戻して。あの時代はコツコツやって積み上げたものを、違うところから崩されて、また戻して…ということをずっと繰り返していたんです」と振り返っている。
初の単独プロデュースによる本作は、吉田自身の歌とピアノを基本に、そこに他の楽器の音を肉付けしていく手法が取られ、レコーディングも少人数で行われている。その背景を吉田は「アルファレコードができたことで何枚作らなきゃいけないというのがなくなって、テンポゆっくりできるようになったんですね。で、（自身のアルバムは）作れとも言われないし、作ろうとも思わなかった。でも“いつまでも怠けてないで800万円でレコード作ってよ”と言われて『モノクローム』を作ったんです。これもピアノと歌を基本にリハーサルして録りました。プロデュースもさることながら、ジャケット（アート・ディレクション）も、それに予算管理もすべてやりましたから…スタジオがすごく高いことがわかったし…仕組みが全部わかっちゃったって感じ。自分をしっかり持ってキチンとやれば大丈夫、できるなと」（『レコード・コレクターズ』'96年12月号“吉田美奈子特集”掲載のインタビューより）と答えている。
「TORNADO」は後にライブ・アルバム『IN MOTION』に大幅に変更されたアレンジで収録された。
アルバム中唯一の共作曲で山下達郎が作曲した「RAINY DAY」は、山下も自身のアルバム『RIDE ON TIME』に収録した。

## 収録曲

### SIDE A
1. TORNADO
2. RAINY DAY
3. BLACK MOON
4. SUNSET

### SIDE B
1. AIRPORT
2. MIRAGE
3. MIDNIGHT DRIVER
4. 午後 AFTERNOON

## クレジット
| MUSICIANS                                                                                         |
| MINAKO - VOICES & KEYBOARDS                                                                       |
| TSUNEHIDE MATSUKI - GUITARS                                                                       |
| AKIRA OKAZAWA - BASSES & GUITAR                                                                   |
| YUUICHI TOGASHIKI - DRUMS                                                                         |
| MICHAEL MAINIERI - MALLETS (COURTESY OF WARNER BROS. RECORDS)                                     |
| YASUAKI SHIMIZU - SAXOPHONE (COURTESY OF KING RECORDS)                                            |
|                                                                                                   |
| PRODUCED BY MINAKO YOSHIDA                                                                        |
| ALL SONGS WRITTEN BY MINAKO EXCEPT "RAINY DAY" BY MINAKO YOSHIDA / TATSURO YAMASHITA              |
|                                                                                                   |
| SOUND BY TAMOTSU YOSHIDA                                                                          |
|                                                                                                   |
| RHYTHM TRACK RECORDED AT CBS SONY STUDIO, ROPPONGI, JUNE 13,14,20,21 & JULY 7 BY TAMOTSU YOSHIDA  |
| VOICE TRACKS & OVERDUBS RECORDED AT CBS SONY STUDIO ROPPONGI, JULY 3 TO 29 BY TAMOTSU YOSHIDA.    |
| ASSISTANT ENGINEERS : TEPPEI KASAI, TOSHIRO ITOH & MIKIO TAKAMATSU                                |
| ADDITIONAL OVERDUBS RECORDED AT STUDIO 'A', SHIBAURA, JULY 21,22 & 23 BY YASUHIKO TERADA.         |
| ASSISTANT ENGINEER : YOSHINORI E.E.O.                                                             |
| MIXED AT CBS SONY STUDIO, ROPPONGI, AUGUST 12,13 & 15, 1980 BY TAMOTSU YOSHIDA.                   |
| ASSISTANT ENGINEER : TEPPEI KASAI                                                                 |
| MASTERED AT JVC CUTTING CENTER, YOKOHAMA BY TOHRU KOTETSU                                         |
|                                                                                                   |
| PRODUCTION CO-ORDINATED BY AKI IKUTA                                                              |
| EXECUTIVE PRODUCER : SHORO KAWAZOE                                                                |
|                                                                                                   |
| ART DIRECTION BY MINNIE                                                                           |
| DESIGN BY RAY GUN                                                                                 |
| PHOTOGRAPH BY HAJIME SAWATARI                                                                     |
| HAIR BY ATELIER NAGAYAMA                                                                          |
|                                                                                                   |
| THANX' TO : CURISTINE, EDDIE & SHIRLEY, MR.KIMURA, SHO-CHANG AND SIR MAGNESIUM VOU SINGPJACK III. |

### CD:MHCL 413
1. TORNADO (5:56)
2. RAINY DAY (5:25)
3. BLACK MOON (4:41)
4. SUNSET (7:55)
5. AIRPORT (6:39)
6. MIRAGE (4:19)
7. MIDNIGHT DRIVER (7:44)
8. 午後 AFTERNOON (4:47)

#### クレジット
- ライナーノーツ : 木村ユタカ